# Penn Hills Township
Penn Hills ist ein Township und Gemeinde (Home Rule Municipality) im Allegheny County im US-Bundesstaat Pennsylvania. Das U.S. Census Bureau hat bei der Volkszählung 2020 eine Einwohnerzahl von 41.059 auf einer Fläche von 50,1 km²  ermittelt. Sie ist Teil der Metropolregion Pittsburgh und ein Vorort.

## Geschichte
Im Jahr 1788, als Allegheny County gegründet wurde, war das Gebiet, das heute als Penn Hills bekannt ist, Teil von Pitt Township. Am 16. Januar 1850 wurden Robert Logan, Thomas Davison und Daniel Bieber vom örtlichen Gericht beauftragt, die Grenzen eines neuen Townships zu überprüfen, das aus dem nördlichen Teil von Wilkins gebildet werden sollte. Dieses neue Township wurde gebildet und erhielt den Namen Adams, bis im August 1850 der Name in McNair Township geändert wurde. Der Name wurde erneut durch einen Act of Assembly in Penn Township geändert und am 10. Februar 1851 genehmigt. Im Jahr 1958 wurde Penn Township zu Penn Hills Township, und 1976 wurde Penn Hills zu einer Home Rule Municipality. 

## Demografie
Nach einer Schätzung von 2019 leben in Penn Hills 40.807 Menschen. Die Bevölkerung teilt sich im selben Jahr auf in 54,8 % Weiße, 38,4 % Afroamerikaner, 0,1 % amerikanische Ureinwohner, 0,3 % Asiaten, 0,1 % Ozeanier und 4,9 % mit zwei oder mehr Ethnizitäten. Hispanics oder Latinos aller Ethnien machten 1,6 % der Bevölkerung aus. Das mittlere Haushaltseinkommen lag bei 55.491 US-Dollar und die Armutsquote bei 8,9 %.

## Söhne und Töchter
- George Karl (* 1951), Basketballtrainer und -spieler